# Wallensteiner Hof
Der Wallensteiner Hof ist ein Ensemble aus drei Gebäuden im historischen Ortskern von Eibingen.

## Geschichte
1653 lässt sich in Rüdesheim mit Matthiae Wallenstein ein Stamm nachweisen. Der 1742 gestorbene Franziskus  Wallenstein siedelte nach Eibingen über, wo er Besitzungen an Weinbergen und den Hof der Familie erwarb.  Eibingen bestand zu dieser Zeit aus wenigen einzelnen Höfen, die den alten Ortskern rund um die kleine Kirche “St. Johannes Baptist” bildeten. Dieser historische Ortskern liegt heute (2010) im Bereich der Eibinger Oberstraße und Angerstraße. Bei Sanierungsarbeiten im Gewölbe-Fassweinkeller entdeckte man zugeschüttete Altkeller, auf  denen das heute erhaltene Gebäude steht. Man kann daher davon ausgehen, dass bereits sehr früh hier Weinbau betrieben wurde. Der von 1874 bis 1898 amtierende Bürgermeister Philippus Wallenstein trug maßgeblich zum Aussehen des heutigen Gebäudes bei. Mit Antonius Wallenstein starb 1975 der letzte männliche Namensträger, der im Wallensteiner Hof wohnte. Heute tragen nur noch die Gebäude diesen Namen.

## Beschaffenheit
Das Ensemble besteht aus dem historischen nördlichen Wohngebäude, unter dem sich mehrere Keller befinden, dem als Zwischengebäude fungierenden Kelterhaus und dem Südflügel, der ebenfalls zu Wohnzwecken gebaut wurde. Hofcharacter erhält der nur teilweise historische Gebäudekomplex besonders durch die Toranlage als Eintritt in den Hofkomplex.

### Umgebung
Der Hof kann auch als Hofreite bezeichnet werden, da er sich in einer geschlossenen Bauweise befindet, die üblicherweise in Hessen auch so genannt wird.
Umgebende Nachbargebäude:
- Alte Eibinger Schule (Angerstraße Nr. 9)
- Gasthof Krancher (Eibinger Oberstraße Nr. 2)
- Weingut Böhner (Eibinger Oberstraße Nr. 3)
- Auf dem Parkstreifen vor dem Haus Angerstraße Nr. 10 befand sich das alte Pfarrhaus, in dem vor dem Abriss eine Fleischerei untergebracht war.